# Karczowice (województwo dolnośląskie)
Karczowice – wieś w Polsce położona w województwie dolnośląskim, w powiecie ząbkowickim, w gminie Ciepłowody.

## Podział administracyjny
W latach 1975–1998 miejscowość administracyjnie należała do województwa wałbrzyskiego.

## Demografia
Według Narodowego Spisu Powszechnego liczyły 54 mieszkańców. Jedna z 4 najmniejszych miejscowości gminy Ciepłowody (wszystkie poniżej 60 mieszkańców).

## Zabytki
Do wojewódzkiego rejestru zabytków wpisany jest:
- zespół pałacowy, z drugiej połowy XIX w.:
  - pałac
  - park

## Szlaki turystyczne
- Czerwony:  Strzelin – Szańcowa – Gościęcice Średnie – Skrzyżowanie pod Dębem – Gromnik – Dobroszów – Kalinka – Skrzyżowanie nad Zuzanką – Źródło Cyryla – Ziębice – Lipa – Rososznica – Stolec – Cierniowa Kopa – Kolonia Bobolice – Kobyla Głowa – Karczowice – Podlesie – Ostra Góra – Starzec – Księginice Wielkie – Sienice – Łagiewniki – Oleszna – Przełęcz Słupicka – Sulistrowiczki – Ślęża – Sobótka
- Niebieski:  Sienice – Kondratowice – Rakowice – Maleszów – Janowiczki – Bednarz – Stachów – Las nad Czerwieńcem – Jakubów – Ciepłowody – Karczowice[5]